# Falsomordellistena eocenica
Falsomordellistena eocenica is een keversoort uit de familie spartelkevers (Mordellidae). De wetenschappelijke naam van de soort is voor het eerst geldig gepubliceerd in 2003 door Kubisz.